# Testa (Monarquia Lusitana)
Testa é uma figura lendária, que sucedeu a Sic Ulo no reinado ibérico, à excepção da Lusitânia, fazendo parte da lista de reis mencionados por vários autores portugueses e espanhóis, entre os Séc. XVI e XVIII. Florián de Ocampo dá conta desta sucessão, mas Bernardo de Brito refere que durante esse período a Lusitânia teria permanecido livre.

## Monarchia Lusytana (de Bernardo Brito)
Bernardo de Brito refere na Monarchia Lusytana que Testa seria de origem africana, teria centrado o seu governo na Andaluzia, mas segundo Brito a sucessão na parte lusitana só será com Baco, tendo os povos lusitanos resistido sem rei até esse período.
É mencionado na Monarchia Lusytana no Capítulo 17:

 Do que sucedeu em Lusitania, reinando Testa nas outras partes de Espanha, com a relação de certa gente estrangeira, que passou nestas partes.